# ویلیام اچ. زیگلر
ویلیام اچ. زیگلر (انگلیسی: William H. Ziegler؛ ۴ سپتامبر ۱۹۰۹ – ۲ ژوئیهٔ ۱۹۷۷) تدوین‌گر اهل ایالات متحده آمریکا بود. وی بین سال‌های ۱۹۳۰ تا ۱۹۷۵ میلادی فعالیت می‌کرد.
از فیلم‌هایی که وی در آن‌ها نقش داشته است، می‌توان به در مسیر اشتباه اشاره نمود.

## نامزدی‌های اسکار
- سی و یکمین دوره جوایز اسکار-نامزدی برای عمه میم. برنده جایزه ژی‌ژی.[۱]
- سی و پنجمین دوره جوایز اسکار-نامزدی برای مرد موسیقی. برنده جایزه لورنس عربستان.[۲]
- سی و هفتمین دوره جوایز اسکار-نامزدی برای بانوی زیبای من. برنده جایزه مری پاپینز.[۳]